# Jean Antoine Nollet
Jean Antoine Nollet, dit Abbé Nollet, (Pimprez, 19 de desembre de 1700 - Noyonnais, 24 d'abril de 1770) va ser un físic francès. Va estar associat als treballs de Du Fay i de Réaumur.
Nollet es va ocupar sobretot de l'electricitat i va concebre els primers electroscopis, va fer conèixer a França la botella de Leyden i d'ella en realitzà una versió "seca".
Jean-Antoine Nollet era fill d'humils pagesos de la regió de Compiègne. Va estudiar teologia a París, va muntar un petit laboratori i per la seva destresa manual el comte de Clermont el va fer entrar, l'any 1728 a la Société des Arts, un grup que volia reunir a la vegada les Lletres, les Ciències i les Arts Mecàniques. Allí trobà entre d'altres al jove matemàtic Alexis Claude Clairaut, i també a La Condamine. El 1732 el rei va nomenar director del Jardí Reial de les Plantes Medicinals a Du Fay al qual va ajudar el botànic Bernard de Jussieu. Van ser enviats a Anglaterra i Du Fay proposà que Nollet els acompanyés. A Londres va trobar Jean Théophile Désaguliers, fill d'un pastor emigrat de La Rochelle, que era demostrador de Newton a la Royal Society, dirigint els famosos experiments de la llum i els colors.
Dos anys més tard Nollet anà cap als Països baixos on es troba amb Pieter van Musschenbroek, Willem Jacob's Gravesande i Jean Allamand. El març de 1738, Nollet publicà Programme ou Idée Générale d'un Cours de Physique Expérimentale avec un catalogue raisonné des instruments qui servent aux expériences.
El 24 d'abril de 1739, l'Académie des sciences proposa al rei la nominació de l'abbé Nollet, com adjunt a la plaça de Buffon. Les Leçons de physique expérimentale aparegueren l'any 1743 que tractava especialment de l'electricitat.
Nollet d'altra banda descobrí l'osmosi el 1748.